# Calista Flockhart
Calista Kay Flockhart (født 11. november 1964 i Freeport, Illinois, USA) er en amerikansk skuespiller, der er bedst kendt for sin hovedrolle i tv-serien Ally. Hun medvirkede bl.a. også i The Birdcage fra 1996. I øjeblikket er hun aktuel med tv-serien Brothers & Sisters.
Flockhart har vundet både priserne Golden Globe, Screen Actors Guild og Theatre World Award.
15. juni 2010 giftede hun sig med skuespilleren Harrison Ford.